# Goodbye Cruel World
Goodbye Cruel World ist ein Titel der britischen Rockband Pink Floyd aus dem 1979 veröffentlichten Konzeptalbum The Wall. Es ist eines der kürzesten Musikstücke von Pink Floyd sowie nach Stop das zweitkürzeste auf dem Album.

## Inhalt
Wie alle anderen Lieder aus The Wall erzählt Goodbye Cruel World einen Teil der Geschichte des Protagonisten Pink, der zu seinem Schutz vor emotionalen Einflüssen eine imaginäre Mauer errichtet.
Hier hat Pink die Mauer endgültig vervollständigt und beschließt, sich endgültig von der Außenwelt zu verabschieden, nachdem er komplett von sozialen Kontakten getrennt ist. Pink meint, er brauche überhaupt nichts mehr und seine Meinung könne  nun niemand mehr ändern.

## Musik
Die Musik von Goodbye Cruel World ist sehr ruhig, gespielt von einem Synthesizer und einer Bassgitarre. Sie weist eine auffällige harmonische Ähnlichkeit zu Outside the Wall auf.

## Coverversionen
KoRn coverten Goodbye Cruel World zusammen mit allen drei Teilen von Another Brick in the Wall auf ihrem Album Greatest Hits Vol. 1.

## Besetzung
- Roger Waters – Gesang, Bassgitarre
- Richard Wright – Synthesizer